# Церква Сан-Джованні-ін-Брагора
Церква Сан-Джованні-ін-Брагора (італ. San Giovanni in Bragora) — церква у Венеції, в районі Кастелло.
Спочатку церква була закладена на початку VIII століття. У IX столітті дож П'єтро III Кандіано перебудовує її, щоб зробити сховищем мощей Святого Івана Хрестителя.
Церква виконана в простому готичному стилі. Такий вигляд вона отримала в результаті ще однієї перебудови, виконаної між 1475 і 1505 роками.
У прибудові зліва від головного вівтаря знаходиться триптих Бартоломео Віваріні «Мадонна з немовлям, св. Іоанном і св. Андрієм». У церкві також знаходяться декілька робіт Чими да Конельяно і Альвізе Віваріні.
Церква відома тим, що в ній були хрещені Антоніо Вівальді і П'єтро Барбо, майбутній папа римський Павло II.
В даний час в церкві зберігаються нетлінні мощі святого патріарха Александрійського Іоанна Милостивого, шип з тернового вінця Ісуса Христа, а також хрест з частинками Дерева Святого Животворного Хреста Господнього, ним користувався під час богослужінь преподобний Савва Освячений.